# Spatzenkonzert
Spatzenkonzert nannte der Komponist Erich Börschel sein mit Rudolf Burkhardt geschriebenes „Foxtrott-Intermezzo“, das er 1938 beim Musikverlag Albert Bennefeld in Berlin veröffentlichte.

## Hintergrund
Mit dem „Spatzenkonzert“ ist Börschel/Burkhardt ein Stück gehobener Unterhaltungsmusik gelungen, das sogleich breiteste Zustimmung erfuhr. Im Jahre seines Entstehens war es das meistgespielte Stück deutscher Tanzmusik. Nach ihm wurde auch eine Musiksendung des Reichssenders Königsberg, vormals Ostmarken Rundfunk AG, benannt, bei der Börschel das Rundfunkorchester dirigierte. 1943 erschien auch eine Bearbeitung für Akkordeon.
Der singende „Unterhalter am Klavier“ Peter Igelhoff verfasste später auf die ursprüngliche Instrumentalkomposition einen heiteren Gesangstext
- Kehrreim

 Heut ist Spatzenkonzert,

Die Polizei den Saal schon sperrt.

[....]

„Piep, piep, piep,

Ich hab’ dich ja so lieb.“
Zur Entstehungszeit nahmen zahlreiche deutsche Tanz- und Unterhaltungsorchester das Stück ins Repertoire und auf Grammophonplatten auf, darunter die jazzorientierte Goldene Sieben, die Igelhoff als Refrainsänger begleitete bei Electrola, das Tanzorchester von Adalbert Lutter beim preiswerten Telefunken-label „Musikus“, das Orchester des Klarinettisten Erhard Bauschke bei der „Grammophon“, das Tanz-Orchester Pat Bonen bei Odeon und das Orchester von Emanuel Rambour, das im Berliner Hotel Kaiserhof engagiert war, bei Otto Stahmanns „Tempo“. Auch das Salonorchester des Geigers Barnabás von Géczy machte bei Electrola eine Aufnahme. Nach dem Zweiten Weltkrieg spielte der Akkordeonist Will Glahé den Titel noch einmal in modernem Arrangement ein.

## Notenausgaben
- Spatzenkonzert. Foxtrott-Intermezzo. Musik von Erich Börschel und Rudolf Burkhardt. Text: Peter Igelhoff. Für Klavier und Gesangsstimme. Albert Bennefeld, Bühnen- und Musikverlag, Berlin-Schlachtensee [1938].
- Spatzenkonzert. Foxtrott-Intermezzo. Musik von Erich Börschel und Rudolf Burkhardt. Text: Peter Igelhoff. Für Salon-Orchester. Arrangement: Franz Stolzenwald. Albert Bennefeld, Bühnen- und Musikverlag, Berlin-Schlachtensee [1938].
- Spatzen-Konzert: Foxtrot-Intermezzo. Musik: Erich Börschel-Burkhardt. Text: Peter Jgelhoff. Für Akkordeon bearb. von H. G. Schütt. Albert Bennefeld Musikverlag Berlin W 15. [1943], 3 Seiten.
- Erich Börschel, Rudolf Burkhardt: Spatzenkonzert. Besetzung: 4 Blockflöten und Klavier. Bosworth Music.

## Tondokumente
- Electrola E.G. 6374 (mx. ORA 2986-II) Spatzenkonzert. Foxtrott-Intermezzo. Musik. Erich Börschel und Rudolf Burkhardt. Text: Peter Igelhoff.  “Die Goldene Sieben” und ihr Orchester. Refraingesang: Peter Igelhoff. Aufgen. 25. Mai 1938[5]
- Electrola E.G. 6660 (mx. ORA 3565-I) Spatzenkonzert. Foxtrott-Intermezzo. Musik: Erich Börschel und Rudolf Burkhardt. Text: Peter Igelhoff. Barnabas von Geczy mit seinem Orchester. Aufgen. Januar 1939.[6]
- Telefunken Musikus M 6478 (mx. 23 273) Spatzenkonzert. Foxtrott-Intermezzo (Börschel-Burkhardt-Jgelhoff) Adalbert Lutter mit seinem Tanzorchester. Aufgen. 1938.[7]
- Odeon O-31 386 a (mx. Be 12 113) Spatzenkonzert. Foxtrott-Intermezzo (Erich Börschel – Rudolf Burkhardt) Pat Bonen mit seinem Tanz-Orchester. Aufgen. ca. Sept. 1938.[8]
- Grammophon rot 10 905 A (mx. 7862 ½ GR-VIII) Spatzenkonzert. Foxtrott-Intermezzo (Erich Börschel) Erhard Bauschke und sein Orchester. Aufgen. Mai 1938.[9]
- Tempo Nr. 650 (mx. 1338) Spatzenkonzert, Foxtrott-Intermezzo (Börschel-Burkhardt-Igelhoff) Emanuel Rambour mit seinem Orchester vom Hotel Kaiserhof. Aufgen. Berlin, 15. September 1938.[10]